# Димитър Бальозов
Димитър Григоров Бальозов е виден български учен, агроном, зоотехник и птицевъд от Македония.

## Биография
Димитър Бальозов е роден на 21 октомври 1908 година в македонския град Кукуш, тогава в Османската империя, днес Килкис, Гърция. Завършва Агрономо-лесовъдския факултет в София през юни 1932 година. Започва работа като участъков агроном в 1934 година. Полага изпит и става инспектор по скотовъдство (специалист агроном-зоотехник) в 1936 година. Специализира животновъдство в Германия в периода 1937 – 1938 година. След това Бальозов става началник секция Скотовъдство към Плевенската земеделска камара. Димитър Бальозов е известен като един от организаторите на общественото птицевъдство в България. След 9 септември 1944 година става отговорен ръководител по птицевъдство в Министерството на земеделението. В 1956 година Бальозов става старши научен сътрудник в секция Птицевъдство на Института по животновъдство в Костинброд. В същата година е хабилитиран за старши научен сътрудник II степен, а в 1970 година е хабилитиран за старши научен сътрудник I степен в Института по птицевъдство, създаден предната година. Бальозов взима участие в разработването на всички документи за изграждане на обществено птицевъдство в България като оперативен работник в Министерството на земеделието в периода 1945 – 1956 година.

## Трудове
Автор е на множество научни публикации в областта на птицевъдството на български и на чужди езици. Също така е автор на научнопопулярни книги и брошури. Бальозов е съавтор на ръководства, учебници, наръчници и справочници. Освен това изнася радиобеседи и публикува приблизително 100 научнопопулярни статии в списания и ежедневници. Участва дейно и в обществения живот като редактор на списанията „Кооперативно земеделие“, „Животновъдство“ и други.